# Uta Franz
Uta Franz, nome d'arte di Uta Franzmair (Bad Gastein, 29 settembre 1935 – Villach, 17 agosto 2012), è stata un'attrice austriaca. Conosciuta principalmente per il ruolo di Nenè, la sorella maggiore di Sissi nei film su Sissi.

## Biografia
Figlia di due albergatori, iniziò a frequentare la scuola per la formazione linguistica, completando il proprio apprendistato in un collegio in Svizzera; giunse infine a Roma dove decise di intraprendere la carriera cinematografica.
Nel 1953 il suo debutto avvenne in occasione della coproduzione italo-francese Villa Borghese. Un anno più tardi fu ingaggiata da Paul Hörbiger per il suo secondo film, Una parigina a Roma. Nel 1955 venne scritturata da Ernst Marischka per assumere il ruolo della principessa Elena di Baviera nella trilogia di Sissi. Sebbene in questo caso il suo ruolo di sorella maggiore non ebbe successo come quello di Sissi stessa, interpretato da Romy Schneider, ella ottenne un notevole successo a partire dall'ultimo film nel 1957, che però fu anche l'ultimo che girò.
In gioventù ebbe una relazione con l'attore italiano Alberto Sordi.
Fu solo il 23 dicembre 2005 che apparve di nuovo in pubblico al galà della WDR Servus Sissi e, dopo cinquant'anni, rivide l’ex collega Karlheinz Böhm.
È morta a Villach il 17 agosto 2012, a 76 anni, ed è stata sepolta nel Waldfriedhof.

## Filmografia (parziale)
- Villa Borghese, regia di Gianni Franciolini, Vittorio De Sica (1953)
- Una parigina a Roma, regia di Erich Kobler (1954)
- Allegro squadrone, regia di Paolo Moffa (1954)
- Il valzer dell'imperatore (Königswalzer), regia di Viktor Tourjansky (1955)
- La principessa Sissi (Sissi), regia di Ernst Marischka (1955)
- Sissi - Il destino di un'imperatrice (Sissi - Schicksalsjahre einer Kaiserin), regia di Ernst Marischka (1957)

## Doppiatrici italiane
- Fiorella Betti in Allegro squadrone
- Rita Savagnone in Sissi - Il destino di un'imperatrice